# 马爱国
马爱国（1959年12月—），男，汉族，山东泰安人，中华人民共和国政治人物。曾任中华人民共和国农业部总畜牧师、总农艺师，农业农村部总农艺师。